# Faro del Comercio
Faro del Comercio is de naam van een monument in het centrum van Monterrey.
Het is een rode zuil van 69,80 meter hoog en 12,33 meter breed, die zich bevindt op het Macroplaza, het centrale plein van de stad, te midden van enkele bomen en banken, en vlak voor de kathedraal. 's Nachts en 's avonds zendt het groene laserstralen uit over Monterrey en zijn voorsteden.
Dit monument werd in 1984 ontworpen door de beroemde Mexicaanse architect Luis Barragán ter gelegenheid van het honderdjarige bestaan van de Kamer van Koophandel van Monterrey. Het bouwen ervan werd uitgevoerd door de architect Raul Ferrara. Faro del Comercio betekent in het Spaans "Vuurtoren van de Handel".